# Гомлешко, Мурат Русланович
Мура́т Русла́нович Гомле́шко (род. 5 января 1970, Краснодар) — советский и российский футболист, нападающий и полузащитник, футбольный тренер.

## Карьера

### Клубная
Воспитанник кубанского футбола. Профессиональную карьеру начал в 1991 году в белореченском «Химике», за который сыграл 40 матчей и забил 14 мячей. В 1992 году перешёл в «Кубань», в составе которой провёл 30 матчей, в которых забил 1 гол, в чемпионате и 1 игру в Кубке России. Кроме того, в том году сыграл 1 матч в составе клуба «Нива» из города Славянск-на-Кубани, после чего вернулся в «Кубань».
В сезоне 1993 года сыграл 39 матчей и забил 19 голов, благодаря чему стал лучшим бомбардиром «Кубани» в сезоне, кроме того, провёл 1 игру в Кубке. В 1994 и 1995 годах сыграл в лиге, соответственно, 39 и 40 матчей, забив по 14 мячей в каждом из сезонов, и, помимо этого, сыграл 3 матча, в которых забил 2 гола, в розыгрыше Кубка сезона 1994/95 и 5 матчей, в которых забил 1 гол, провёл в розыгрыше Кубка сезона 1995/96.
В сезоне 1996 года сыграл 17 матчей, в которых забил 1 гол, в первенстве и 3 встречи, в которых тоже забил 1 гол, провёл за выступавший в Третьей лиге дублирующий состав клуба, после чего, в июле, покинул команду и пополнил ряды майкопской «Дружбы», где и доиграл сезон, проведя 12 матчей в первенстве и 1 игру в Кубке.
В начале 1997 года вернулся в славянскую «Ниву», провёл 26 матчей, в которых забил 16 голов, в лиге и 2 игры, в которых забил 2 гола, в Кубке, после чего покинул команду и переехал в Азербайджан, где до 1998 года защищал цвета клуба «Кяпаз» из города Гянджа, за который провёл 9 матчей, забил 4 мяча и стал, вместе с командой, чемпионом страны и обладателем Кубка Азербайджана.
В январе 1999 года вернулся в «Кубань», в составе которой сыграл 14 матчей, забил 5 голов и стал, вместе с командой, победителем зоны «Юг» Второго дивизиона, после чего уехал в Казахстан, где с 2000 по 2001 год выступал в составе семипалатинского клуба «Елимай», в сезоне 2000 года провёл 27 матчей, в которых забил 5 мячей в ворота соперников, а в сезоне 2001 года сыграл 12 встреч и забил 2 гола.
В 2001 году перешёл в другой клуб из Казахстана «Актобе-Ленто» из Актобе, за который сыграл 16 матчей и забил 2 гола, после чего вернулся в Россию, где в 2002 году провёл свой последний профессиональный сезон в клубе «Немком», сыграв 2 матча в лиге, и ещё проведя 2 встречи и забив 1 гол в Кубке России. После завершения профессиональной карьеры, продолжил продолжил играть в футбол на любительском уровне, выступает в составе команды ветеранов «Кубани», вместе с ней в 2009 году в качестве играющего тренера стал финалистом Кубка Южного федерального округа среди ветеранов, в котором принимали участие футболисты старше 35 лет.

### Тренерская
После завершения карьеры профессионального игрока Мурат занялся тренерской деятельностью, с 2006 по 2007 год работал сначала просто тренером, а затем старшим тренером и исполняющим обязанности главного тренера в ставропольском «Динамо», кроме того, в 2007 году работал в клубе и в качестве начальник команды. В 2008 году привёл любительский клуб «Динамо» из Краснодара к званию чемпиона края.

## Достижения
«Кяпаз»
- Чемпион Азербайджана: 1997/98
- Обладатель Кубка Азербайджана: 1997/98